# Thymoites cancellatus
Thymoites cancellatus es una especie de araña araneomorfa del género Thymoites, familia Theridiidae. Fue descrita científicamente por Mello-Leitao en 1943.
Habita en Argentina.